# 花岡じった (AV男優)
花岡 じった（はなおか じった、1964年 - ）は、日本の元AV男優。1989年デビュー、2013年に引退宣言。その後2017年頃まで出演を続けた。

## 略歴
東京都出身。本名：柳光石（ユ・グァンソク、 [유광석] ）。朝鮮籍の在日朝鮮人3世。男優名は、AV監督の安達かおるが「鼻を齧った」を捩って命名。
出演作品は380を超え、18歳の新人から熟女まで幅広く、判明しているだけで200人以上と共演している。デビュー作は、『わくわく汚物ランド』（V&Rプランニング、監督:安達かおる）。AV界屈指の性豪として知られたが、2013年に「絶頂期の花岡じったを見せられない」と言う理由で引退した。
引退後の2016年5月10日には伝説を語り継ぐイベント「花岡じった大好き人間、全員集合!! 朝まで語ろう！花岡じった最強伝説」を開催。本人もサプライズで登場した。

## 人物
AV男優の志望理由は「どうしても性欲が有り余っているので、AVに出たい」だった。
安達かおる、バクシーシ山下の作品の重要なプレイヤーとしての位置を確立していった。
『テレクラキャノンボール2009』のロケで函館に立ち寄ったとき、「オレにもしセックス許可証っていうものがあったなら、この一軒一軒を訪ねて、全部の女とセックスしたい！」と言って、カンパニー松尾を呆れさせた。
長所であり、欠点でもあるが、セックスが長い。
汗の量がハンパではなく、女優の脱いだパンティーで、顔の汗をガンガン拭く。現場が終わると、床に汗の跡が残っている。
AV女優を選ぶ基準は、容姿は関係無く、｢やったことない女とやりたい！」。
免許マニアで、大型系は全部持っていて、タクシー免許も持っている。運転系の仕事に就職していた。
プロボクサーを目指していた時期があった。
趣味はセックス、山登り、キャンプ。

## 代表作
出世作として、アタッカーズの「夫の目の前で犯されて」シリーズが有名だが、同じアタッカーズの「侵入者」「あなた、許して…」シリーズにも多数出演。「若い人妻を力づくで犯す」役者として佐川銀次とともにAV男優のトップの地位を確立。またこれらのヒットシリーズは、花岡一人によって、主演のAV女優（人妻役）を何度も繰り返し強姦し追い詰めていくパターンであり、以降の作品の演出としてもよく使われている。

### アダルトビデオ
- 夫の目の前で犯されて（2005年5月〜2012年12月、アタッカーズ、対戦女優：春菜まい、青木りん、金沢文子、灘ジュン、小泉彩、羽田夕夏、南波杏、水元ゆうな、真央、心有花、大橋未久、花井メイサ、青山菜々、紺野沙織、春咲あずみ、美咲みゆ、黒木いちか、青木玲、芹沢恋、愛内梨花、芦名未帆、森ななこ、瀬奈涼、御厨あおい、遥結愛、他多数）
- 夫の目の前で犯されて　アイデアポケット版（2011年12月〜2012年9月、全3作、アイデアポケット、対戦女優：希崎ジェシカ、希志あいの、冬月かえで）
- 侵入者（2012年3月〜2013年7月、全8作、アタッカーズ、対戦女優：片桐えりりか、遥めぐみ、さとう遥希、和希レナ、芦名ユリア、あいださくら、堀咲りあ、周防ゆきこ）
- あなた、許して…（2009年11月〜2013年7月、アタッカーズ、対戦女優：水元ゆうな、芹沢恋、如月カレン、小川あさ美、黒木いちか、佐々木はるか、森ななこ、愛澄玲花、遥めぐみ、当真ゆき、麻生早苗、三浦あいか、かすみりさ）
- ケモノたちの宴（2011年7月〜2012年9月、全13作14名、オーロラプロジェクト、対戦女優：白百合のぞみ、近藤まゆみ、さとう遥希、木島るみ、沢木レナ、小嶋ジュンナ、北川美緒、青木美空、長澤果奈、秋月めい、稲川なつめ、日和香澄、彩瀬希、大倉彩音）
- 濃厚な接吻とSEX（2012年7月〜2014年1月、全8作、アイデアポケット、対戦女優：桜ここみ、羽田あい、並木優、美雪ありす、長谷川みく、石原莉奈、百田ゆきな、水咲ローラ）
- 交わる体液、濃厚セックス（2012年3月〜2017年3月、全29作、エスワン、対戦女優：絵里奈モア、吉沢明歩、春菜はな、本田岬、倉持結愛、緒川りお、成海うるみ、愛沢かりん、由愛可奈、涼木みらい、一花のあ、美里有紗、天羽繭、あいむ咲羅、有賀ゆあ、吉川あいみ、一ノ瀬はるか、新山らん、桜井彩、奥菜莉乃、RION、小野寺梨紗、北川ゆず、白石真琴、美竹すず、希崎ジェシカ、元SKE48三上悠亜、松本ななえ、翼）
- 新・絶対的美少女、お貸しします。（2013年12月〜2016年12月、全7作、プレステージ、対戦女優：Ray、井川鈴乃、翼みさき、吉川蓮、幸田ユマ、小谷みのり、凰みさき）
- 私が女優になった理由 望郷編～なぜクニに帰れないか知っていますか？～[1]（監督:バクシーシ山下、1994年、V&Rプランニング）
- テレクラキャノンボール〔シリーズ〕（監督:カンパニー松尾、1997～2000年、h.m.p）
- THE ガチンコ SEX バトル！○○ vs 野獣・花岡じった〔シリーズ〕（サディスティックヴィレッジ、2008～2009年）
- 卑猥なGカップ　ありさ[1]（監督:タートル今田、2008年9月6日、HMJM）
- 美熟女セレブアナル倶楽部＋3P美鈴　白鳥美鈴[1]（監督:タートル今田、2009年9月5日、HMJM）
- ANON　花木あのん[1]（監督:梁井一、2010年12月25日、HMJM）
- 「草食になんかなるな！」肉食男優花岡じったの野獣セックス総集編（ながえスタイル、2011年2月25日）
- 花岡じったが素人女を犯ル（Fantasista、2011年4月25日）
- 寿司屋の花ちゃん お色気団地出前事件簿（マドンナ、2011年7月25日）
- 花岡じった BEST 野生の証明（E-BODY、2012年5月13日）
- 恥ずかしいカラダ 超軟体エロス　内村りな[1]（監督:カンパニー松尾、2013年11月23日、HMJM）
- 花岡じった vs ホームレス 耐久セックス中出し本番映像（センタービレッジ、2013年12月12日）
- 超肉食男優花岡じったの野獣セックス総集編 2（ながえスタイル、2014年6月25日）

### 映画
- identity[1]（監督:松江哲明、2003年）
- セキ★ララ（監督:松江哲明、2006年）83分、ドキュメンタリー／R18
- 苦役列車[1]（監督:山下敦弘、2012年7月24日公開）- 本名「柳光石」名義で出演。